# Lemūshposht
Lemūshposht (persiska: لموشپشت) är en ort i Iran.   Den ligger i provinsen Gilan, i den norra delen av landet, 200 km nordväst om huvudstaden Teheran. Lemūshposht ligger 149 meter över havet och antalet invånare är 118.
Terrängen runt Lemūshposht är kuperad norrut, men söderut är den bergig. Lemūshposht ligger nere i en dal. Runt Lemūshposht är det ganska tätbefolkat, med 149 invånare per kvadratkilometer. Närmaste större samhälle är Lāhījān, 15,4 km norr om Lemūshposht. I omgivningarna runt Lemūshposht växer i huvudsak blandskog.